# Kjersti Thun
Kjersti Thun est une footballeuse norvégienne née le 18 juin 1974 évoluant au poste de défenseur.
Avec l'équipe de Norvège, elle décroche la médaille de bronze du tournoi olympique d'Atlanta 1996. 

## Palmarès
- Médaille de bronze aux Jeux olympiques d'Atlanta en 1996[1]